# Schwantzia
Schwantzia es un género de foraminífero bentónico de la familia Oridorsalidae, de la superfamilia Chilostomelloidea, del suborden Rotaliina y del orden Rotaliida. Su especie tipo es Schwantzia elengatissima. Su rango cronoestratigráfico abarca el Holoceno.

## Clasificación
Schwantzia incluye a las siguientes especies:
- Schwantzia elengatissima